# 近江今津駅 (江若鉄道)
近江今津駅（おうみいまづえき）は、かつて滋賀県高島郡今津町今津住吉（現在の高島市今津町住吉）にあった江若鉄道の駅（廃駅）。同鉄道の終着駅であった。2024年3月現在取り壊されて更地になっている。

## 歴史
近江今津駅は1931年（昭和6年）1月1日、江若鉄道の安曇 - 近江今津間の開通に合わせて開業した。江若鉄道の最初の開通区間である三井寺 - 叡山間の開通から10年ほどの年月が経過しており、今津町の住民は長らく期待していた鉄道の開通を地域を挙げて歓迎したことが当時の新聞などによって報じられている。開通を祝して1月16日には町内の小学校で記念式典を開催、余興として花火の打ち上げや活動写真の上映が行われ、駅前はアーチや提灯で飾り立てられた。
江若鉄道はその名の通り近江（滋賀県）と若狭（福井県）とを結ぶべく建設されてきた鉄道であり、鉄道敷設の免許も今津町より先、福井県の三宅村（現在の三方上中郡若狭町）まで得ていた。しかし沿線住民が負担に協力した建設資金が枯渇し、三宅村への延伸は断念、結果として当駅が路線廃止まで終着駅であった。鉄道で果たせなかった当駅から三宅村へ至る路線はのちに自動車路線が受け継ぎ、1937年（昭和12年）に省営自動車の若江線が開通している（現在も西日本ジェイアールバスの路線として存続）。
町内に陸軍の饗庭野演習場（現在の陸上自衛隊饗庭野演習場）があったことから戦中は当駅から兵士が出征していくこともあり、その際には駅のホームや駅前の広場が見送りの場となった。また戦前には演習場の一部が饗庭野スキー場として開放されており、鉄道を利用して訪れるスキー客もいた。
江若鉄道は1969年（昭和44年）10月31日をもって営業を終了し、当駅も翌11月1日に廃止された。

### 年表
- 1930年（昭和5年）12月：駅舎が完成[1]。
- 1931年（昭和6年）
  - 1月1日：江若鉄道の安曇 - 当駅間の延伸開業と同時に開業[14][15]。
  - 1月16日：町内の今津小学校で開通記念式典が挙行される[4]。
- 1936年（昭和11年）4月28日：江若鉄道、今津町から三宅村までの鉄道免許失効[16]。
- 1937年（昭和12年）12月21日：省営自動車若江線の若狭熊川 - 近江今津間が開通[17]。近江今津 - 小浜間がバスでつながる。
- 1969年（昭和44年）11月1日：駅廃止[14]。

## 駅構造
近江今津駅は旅客と貨物の双方を取り扱う一般駅。ホームは1面あり、両側に線路が接する島式ホームであった。このほかにも貨物用のホームや機関庫、多数の側線や蒸気機関車の水の補給に使われた給水設備などを有し、駅構内は広かった。
駅舎は江若鉄道では珍しい三角屋根が乗る洋風のデザインで、先に開業していた大溝駅とともに目を引く存在であった。駅舎の東側が入口、西側が改札口である。
駅に設置されていた駅名標では、駅名が「おおみいまづ」と表記された。
| ← 浜大津 方面 | 近江今津駅 配線略図 |  |
| 凡例 出典:    |                     |  |

## 利用状況
開業から数年間の年間乗降客数・貨物取扱量の状況は以下の通り。地域住民はもとより町内にあった旧制今津中学校に通う生徒や陸軍の饗庭野演習場へ向かう軍人や兵士など、様々な人が駅を利用した。
| 年間の旅客および貨物の取扱量 | 年間の旅客および貨物の取扱量 | 年間の旅客および貨物の取扱量 | 年間の旅客および貨物の取扱量 | 年間の旅客および貨物の取扱量 | 年間の旅客および貨物の取扱量 |
| 年                           | 旅客                         | 旅客                         | 貨物                         | 貨物                         | 出典                         |
| 年                           | 乗車                         | 降車                         | 発送                         | 到着                         | 出典                         |
| ---------------------------- | ---------------------------- | ---------------------------- | ---------------------------- | ---------------------------- | ---------------------------- |
| 1931年                       | 67,831人                     | 69,343人                     | 1,801トン                    | 1,719トン                    | [ 25 ]                       |
| 1934年                       | 87,042人                     | 89,574人                     | 2,145トン                    | 2,653トン                    | [ 26 ]                       |
| 1935年                       | 88,972人                     | 88,111人                     | 2,638トン                    | 2,599トン                    | [ 27 ]                       |
| 1936年                       | 89,445人                     | 91,204人                     | 3,120トン                    | 2,996トン                    | [ 28 ]                       |

## 駅周辺
駅前からは小浜方面・マキノ町方面へ向かうバスが発着していた。饗庭野演習場、およびその一部に開かれた饗庭野スキー場は徒歩圏内である。

## 廃止後の状況
駅のあった場所は江若鉄道の廃線後に開業した湖西線の近江今津駅の西側にあたり、Aコープ今津店になっている。江若鉄道の駅の中で2010年代の時点で唯一駅舎が現存し、駅舎は農協関連施設（JA旅行センター）に転用されたのちに温浴施設、スーパーの現場建築事務所とその用途を変え、2012年の時点では無人となっていた。駅構内、ホームがあった場所は道路に変わった。駅舎については所有者だったJA近江今津（現・JAレーク滋賀）が老朽化に伴って解体を決め、これを知った地元住民らが2019年から「駅舎の会」や「駅舎保存活用協議会」を結成して保存に向けた運動と交渉をおこなったが、2021年3月の協議会で売却条件などを巡って合意に至らず、解体が決定的になった。最終的に2021年5月中旬に解体された。
当駅付近の線路跡については、湖西線近江今津駅の南に広がる留置線付近で確認することができ、天川（）の土手に橋台や築堤が残されている。このほかに痕跡はほとんどなく、線路跡は南を流れる庄堺川付近で湖西線に取り込まれている。

## 隣の駅
江若鉄道
江若鉄道線
北饗庭駅 - 近江今津駅